# Vila Martim de Val d'Eorras
Vila Martim de Val d'Eorras (Vilamartín de Valdeorras; em espanhol, Villamartín de Valdeorras) é um município da Espanha na província 
de Ourense, 
comunidade autónoma da Galiza, de área 88,62 km² com 
população de 2472 habitantes (2004) e densidade populacional de 27,89 hab/km².

## Demografia
| Variação demográfica do município entre 1991 e 2004 | Variação demográfica do município entre 1991 e 2004 | Variação demográfica do município entre 1991 e 2004 | Variação demográfica do município entre 1991 e 2004 |
| --------------------------------------------------- | --------------------------------------------------- | --------------------------------------------------- | --------------------------------------------------- |
| 1991                                                | 1996                                                | 2001                                                | 2004                                                |
| 2554                                                | 2537                                                | 2457                                                | 2472                                                |